# Daniel Ross Owens
Daniel Ross Owens (ur. 13 grudnia 1983 w Franklin) – amerykański aktor filmowy, serialowy i dubbingowy.

## Filmografia
- Brothers in Arms: Road to Hill 30 (2005) jako Dale McCreary (głos)[2]
- The Hottest State (2006) jako młody Vince[2]
- Brothers in Arms: Hell’s Highway (2009) jako Holden (głos)[2]
- Uwaga, nadchodzi trener Gary (2009) jako Jeffrey Vanier[2]
- The Final (2010) jako Bernard[2]
- Moda na sukces (2010) jako Clyde[2]
- Roznosiciel (2011) jako Derek Barber[2]
- Banshee (2013) jako Dan Kendall[2]
- Unlimited (2013) jako Simon[2]
- Zombie Night (2013) jako Perry[2]
- Haunted (2014) jako Brian Maker[2]
- AmeriGeddon (2016) jako Hamm[2]
- Amanda & Jack Go Glamping (2017) jako Abe[2]
- Goodnight, Charlene (2017) jako Billy[2]